# NGC 1680
NGC 1680 ist eine Balken-Spiralgalaxie vom Hubble-Typ SBb im Sternbild Maler am Südsternhimmel. Sie ist schätzungsweise 185 Millionen Lichtjahre von der Milchstraße entfernt.
Das Objekt wurde am 28. Dezember 1834 von John Herschel entdeckt.